# 信用額度
信用額度指貸方依據借方的信用條件進行評鑑且量化後，決定可以提供給借方多少借貸金額的評鑑結果。此金額會因為區域、收入、負債、工作、任職企業、公司職位、財產等條件因素，由貸方單方面決定。貸方會因為借貸方式的不同，而決定提供給借方多少的信用額度。
由於信用額度已經是貸方依據借方現有的條件下所可以償還的金額，所以通常在這樣的條件下所成立的借貸行為都是無擔保借貸，此意味者借方要有越高的信用額度，借方的各種條件都必須相當優良，貸方才會願意提供越高的借貸金額。

## 計算方式

### 人工計算
銀行取得相關的資料後，依照自然人、組織所提供的現有資料來決定是否借貸，以及應該借貸多少金額。
銀行會先設定額度與條件，每一個額度會有一定必須的條件，而借方提供的資料必須符合此條件才能取得該金額的額度。不過，人工計算的方式容易存在弊端及道德風險。有熟識的關係，或者利益輸送的時候，比較容易獲得較高的額度。產生所謂的超貸現象。
但是，極大筆的借貸關係，只會採取人工計算的方式。但極大筆的借貸金額在借貸的談判時就已經決定要借貸多少額度，這時人工計算的方式只淪為一個形式而已。
當企業組織所需要的借貸金額，恐非單一金融機構所可以借貸，就會採取銀行聯貸的方式進行，這時候銀行就會依據企業所需要的金額，由單一銀行做為招集行，並聯合其他銀行針對企業的需求進行專案性的信用審核。

### 電腦計算
電腦會先設定好一定的公式。輸入一定的條件內容之後，電腦程式會自動跑出借方的積分，只要達到一定的積分後，就會知道適用的信用額度大小及利率。此產生的結果均是固定的結果，無法由個人所改變額度的高低。只能改善借方的條件，重新計算積分才可以增加信用額度。

## 相關金融商品
- 自然人[2]
  - 信用卡[3]
  - 現金卡
  - 消費性金融貸款
  - 購屋貸款
  - 房屋修繕
  - 耐久性消費財
  - 學費

- 組織
  - 企業貸款
  - 信用狀